# 拉勒米縣
拉勒米縣（英語：Laramie County）是美国怀俄明州東南部的一個縣，東鄰內布拉斯加州，南鄰科羅拉多州，面積6,961平方公里。根據美国普查局2020年的估計，共有人口10萬512人。縣治夏延也是該州的州府。此外该州还有一个同名的拉勒米为该州奧爾巴尼縣的縣治。

## 历史
该县成立於1867年1月9日。

## 交通

### 公路
- 25號州際公路
- 80號州際公路